# Andinsk ibis
Andinsk ibis (Theristicus branickii) är en fågel i familjen ibisar inom ordningen pelikanfåglar.

## Utbredning och systematik
Fågeln förekommer i Anderna, från Ecuador till allra nordligaste Chile. Vissa behandlar den som underart till svartmaskad ibis, (T. melanopis).

## Status
Andinsk ibis anses vara mycket känslig för förändringar i dess levnadsmiljö. Eftersom ursprunglig vegetation i allt ökande grad omvandlas till jordbruksmark och klimatförändringarna påverkar nederbröden tros arten minska relativt kraftigt i antal, så pass att IUCN kategoriserar arten som nära hotad.

## Namn
Fågelns vetenskapliga artnamn hedrar den polske ornitologen Wladyslaw Graf von Branicki (1864-1926).